# 達芬妮·葛洛妮维爾德
達芬妮·葛洛妮维爾德（Daphne Groeneveld；1994年12月24日—），荷蘭超級名模。她是高級時裝品牌：Givenchy、Jill Stuart、Calvin Klein Sheer Beauty Fragrance的代言人。葛洛妮维爾德上過Love、Vogue及Numero等雜誌封面或內頁，也有參與Prada、Versace、Christian Dior等著名時裝及奢侈品的時裝展。